# 족보
보첩(譜牒)은 한 가문, 즉 씨족의 계통과 혈연관계를 부계를 중심으로 체계적으로 나타낸 책이다. 계보학 또는 보학(譜學)에서 말하는 계보를 기록한 문서를 말하는데, 흔히 족보(族譜)라고 한다. 동일 혈족의 혈통을 존중하고 가통을 계승하여 명예로 삼기 위해 그 역사와 계통을 밝히는 역사책이라 할 수 있다. 그러나 유전자 검사 결과가 있어서 족보에 수록된 인물이 본인의 친 조상이라고 100% 단정짓기는 어렵다. 한국의 경우 임진왜란, 병자호란 이후부터 신분 제도가 붕괴되면서, 족보나 호적을 위조하는 사례도 빈번하게 등장하였다. 다산 정약용은 족보 위조의 폐단을 지적하기도 했다. 2000년 이후에는 조선 숙종 때의 경상남도 단성현의 노비 수봉과 그의 후손들이 이사와 족보, 호적세탁 등을 통해 본관과 족보를 사들이고 성씨에 편입된 사례들이 구체적으로 확인된 바 있다.

## 개요
족보(族譜)는 동일한 씨족 가운데서도 본관(本貫)을 중심으로 시조 이하 세대의 계통을 수록함과 동시에 시조로부터 작성 당시의 친족 성원들에 이르기까지 선대의 이름, 즉 휘(諱)와 자(字), 호(號), 행적 등을 상세히 기록함으로써 동족의 근원을 밝히고 세대의 순서를 알릴 목적으로 편찬되었다. 족보의 역할은 가문의 조상(대부분 부계)을 높이고(崇祖) 그 조상으로부터 갈라져 나온 일족들을 모아 그 상하 수평관계를 확인할 수 있게 하였으며(收族), 이를 통해 족보에 이름이 실린 인물들의 사회적 지위와 배경, 즉 신분을 밝힘으로써 부계로 연결된 동족간의 정체성을 부여하는 역할을 하였다.
"보법(譜法)이 행해지지 않으면 파류(派流)를 증명할 길이 없다."고 적고 있는데, 이는 족보가 수행한 역할 가운데 친족으로 의식되는 범위, 나아가 외척과 인척 관계의 확대를 말해주고 있다. 족보의 제작으로 부계 조상에 대한 추적은 더욱 계대를 높이게 되었을 뿐 아니라, 기재되는 혈연 관계도 생물학적인 친연성에 더해 사회적인 결합 상황과 연계되었다. 생물학적인 혈연보다 혈연의 사회적 의미가 더욱 강조되면서 혈연 관계도 사회적인 관계와 마찬가지로 인위적으로 만드는 것도 가능하다는 인식으로 이어졌고, 가짜 족보가 제작되기도 했다.

## 연원
족보는 고대 중국에서 《제계(帝系)》라는 제목으로 황실의 계통을 밝히는 제왕연표(帝王年表)를 기술한 데서 비롯하였으며, 개인이 보첩을 갖게 된 때는 한나라 때 관직 등용을 위한 현량과에서 응시생의 내력과 그 선대의 업적 등을 기록하게 한 데서 비롯되었다고 한다. 한나라가 망한 뒤 문벌의 전성 시기를 맞이한 5호 16국 시대에 이르러 가계가 존중되고, 조정에서 모든 집안의 보첩을 수집하여 심사한 뒤 등급을 매겨 구분하고 명문 집안이 아니면 고관에 오르지 못하게 하는 등의 조치가 내려지면서 계보에 대한 기록 작성 및 계보의 신빙성을 검증하는 학문인 보학(譜學)이 발달하게 되었다.
《주례》에는 고대 주나라에 집안의 계통을 분별하고 사당의 소목(昭穆)을 정하는 일을 맡았던 소사(小史)라는 직책이 있었다고 전하고 있다. 천자가 자신의 일족을 지방의 제후로 분봉했던 주나라의 봉건제도는 종법(宗法)이라는 법에 따라 유지되었으며, 제후들까지만 이러한 종법이나 소사법이 적용되었으므로 보첩 또한 제후들의 소유물에 불과했다. 그러던 것이 4세기 진(晉)나라 이후 제후가 아닌 사대부(士大夫) 계층도 보첩을 만들기 시작했고, 송나라 이후 과거제도를 통해 등장한 사대부들이 이미 오랜 시간 동안 자료가 민멸되어 세대 순서가 모호해지고 참고할 서적도 미비한 상태에서 불완전하고 다양한 보첩에 근거하여 본격적으로 족보를 만들기 시작한다. 특히 문인으로서 유명한 소순(蘇洵)과 소식(蘇軾) · 소철(蘇轍) 삼부자가 정리한 보첩은 후대의 족보 편찬의 표본이 되었다. 즉 족보의 작성은 제후가 아닌 사대부들이 제후의 종법을 받아들이는 시점과 관련되어 있으며, 이것은 한국에서 사대부층의 종법 시행과 족보 작성이 서로 비슷한 시기인 16세기경부터 나타나는 등의 영향으로 전해졌다.
족보는 조선 왕조 계급 사회의 산물로, 조선 중기 이후 당쟁이 성하면서 양반의 혈통 및 동족 관계를 기록한 족보가 다투어 만들어져 양반의 신분 및 족당 관계를 밝혀 주는 자료가 되었다. 종(縱)으로는 혈통 관계를 밝히고, 횡으로는 동족 관계를 기록하고 있었고, 그러한 족보를 외는 소위 보학(譜學)은 양반이 지녀야 할 필수 지식이 된다.

## 분류와 개념
족보란 모든 보첩류를 총칭하는 개념으로, 그 안에는 많은 하위 개념들이 존재한다(혈연뿐 아니라 사회적인 관계와 지위에 따라 제작된 족보도 존재하였다). 한국에서 대표적으로 알려진 족보의 개념을 모아보면 다음과 같다.
대동보(大同譜)
각 본관별로 시조 이하 모든 파들을 계통별로 하나도 빠짐없이 수록한 족보. 같은 시조로부터 갈라져 나온 씨족을 모두 통합하여 만든 보첩이다. 같은 시조로부터 비롯한 중시조와 다른 본관을 가지고 있는 씨족까지를 싣는다. 대종보(大宗譜)는 거의 같은 뜻으로 사용된다.
파보(派譜)
분파된 파계만을 수록한 족보. 누단자 없이 수단을 철저히 하는 한편 현조의 행적을 상세히 수록할 수 있다는 장점이 있다. 시조로부터 시작하여 어느 한 파속(派屬)만의 이름과 행적을 수록한다.
세보(世譜)
각 파의 계보로서 파보와는 달리 상계를 밝히고 분파 경로 및 각 파간의 계통과 각 파조의 내력 등을 넣는 것이 다르다. 여러 파가 모여 공동의 상계를 만들기 때문에 세보를 모두 모으면 대동보가 되며, 각자는 자신의 파보만 소장할 수 있어 비용을 절감할 수 있다는 장점이 있다. 세지(世誌)라고도 하여, 한 종파(宗派) 이상이 동보(同譜) 또는 합보(合譜)로 편찬하거나 어느 한 파속(派屬)만을 수록한다.
가승보(家乘譜)
한 개인의 직계 계통과 주요 조상에 대한 생일, 기일 등을 참고하기 위해 작성한 보첩이다. 개인의 직계 존속만 수록하지만 대개 고조 이하 당내친(堂內親)은 모두 수록한다. 가승(家乘)이라고도 부르며, 시조로부터 자기의 직계존속과 비속에 이르기까지 이름자와 사적을 기록한 보첩으로, 다른 보첩 편찬의 기본이 된다. 종가에서는 족보를 수장하지만 그렇지 못한 지가(枝家)에서 이에 근거한 가승보를 만들어 보유하기도 한다. 첩(牒)의 형식으로 되어있는 것을 가첩(家牒)이라고 한다.
내외보(內外譜)
인아보(姻亞譜)라고도 한다. 내보와 외보로 나뉘며, 내보에 나타나는 역대 조상의 배우자 하나하나를 대상으로 배우자 씨족의 시조로부터 그 배우자에 이르기까지의 계보를 내보 형식으로 기록하였다. 《기성황씨내외보》가 있으며, 《은진송씨외보》 · 《고령김씨외보》처럼 외가 계보만으로 구성된 외보도 있다.
계보(系譜)
계통만을 밝히기 위해 각 파, 또는 개인의 선조의 휘(諱)만 기록한 계열도나 세계표가 계보에 해당한다. 내림족보라고도 부르며, 한 가문의 혈연관계를 표시하기 위하여 이름자만을 계통적으로 나타내는 도표로서, 한 씨족 전체를 수록하거나 어느 한 부분을 수록한다(서양의 가계도를 보첩에 비교하면, 이 계보에 속하게 된다). 가승보와 마찬가지로 첩의 형식으로 되어있는 것을 가첩이라고 부른다.
만성보(萬姓譜)
모든 성씨들을 망라한 족보로 유력 가문의 계보를 중심으로 편찬된다. 만성대동보라고도 부르며, 모든 성씨의 족보에서 큰 줄기를 추려내어 집성한 족보의 사전 구실을 한다.

## 신분제와 족보
역대 왕과 왕족의 계보를 체계화한 최초의 문헌은 신라 말기의 최치원이 지은 《제왕연대력》으로, 일본 사이타마현의 고마 씨(高麗氏) 집안에는 고구려 왕족의 계보를 적은 《고마 씨 계도》가 전해지고 있다. 고려는 초기부터 왕실의 실록과 함께, 고려 태조의 세계를 기록한 《성원록(聖原錄)》이 있었다고 전하며, 문종 이래로 고려의 왕실이나 귀족들도 가계에 대한 체계적인 기록을 가지고 있었지만, 그것을 수합하여 정리하고 기록해두는 기관을 따로 두지는 않았다. 고려의 귀족 가문은 처음에는 개별적으로 각자의 가계를 기록하고 보존해 온 정도였고, 송나라의 영향을 받아 사대부가에서는 가승(家乘)이 전해 내려왔다.
본격적인 한국의 족보는 고려 의종(懿宗) 때 검교군기감을 역임했던 김관의(金寬毅)가 개인적으로 보관하던 문서 등을 수집하고 정리한 《편년통록》과 함께 고려 왕실의 계통을 정리하여 기술한 《왕대종록》이 한국 족보의 효시로 여겨지고 있는데, 이 책은 현재 전해지지 않는다. 조선 시대에는 태종 12년(1412년) 《선원록》과 《종친록》이 제작되고 종실 내부에서의 적서 구별을 위해 《국조보첩》, 《당대선원록》. 《열성팔고조도》 등과 외척, 부마들을 수록한 《돈녕보첩》을 편찬하였다. 임진왜란 이후인 숙종 5년(1679년) 선조의 친손자였던 낭원군 간이 역대 왕의 세계와 내외 자손들을 모아 편집한 《선원보략》을 바쳤고, 이듬해 숙종 6년(1680년) 선원록 이정청과 교정청을 설치하여 《선원계보기략》을 작성하게 했다. 《선원계보기략》은 태조부터 현종까지의 《선원록》을 기초로 새로 작성한 왕실 세보로서 이후 새 왕이 즉위할 때마다 보간되었으며, 이후 별도로 설치된 교정청이 《선원록》의 수정 업무를 맡아보다가 1757년부터는 종부시에서 해당 업무를 맡아보게 되었고, 고종 원년(1864년)에 종부시가 종친부에 합쳐진 뒤에는 종친부에서 업무를 맡아 행했다.
국권 상실과 함께 대한제국 황실이 이왕가로 격하되고 그 구성원들은 왕공족 대우를 받았던 일제 시대에는 《선원보》가 아니라 《왕공족보》라는 이름으로 순종 황제가 죽고 3년상을 마친 1931년부터 편찬하기 시작해 1933년에 완성되었는데, 대한제국기의 황실 족보를 일제하의 이왕가 수준에 맞는 족보로 바꾸고 수정하는 작업이었고, 이전의 선원보와는 형식과 수록 내용도 달랐을 뿐 아니라, 일본어로 기록되어 있다는 점에서 크게 달랐다.
현존하는 한국의 족보 대부분은 조선 시대 양반층에서 작성된 족보이다. 남송의 성리학과 농업 기술이 2세기 이상의 시차를 두고 조선에 퍼진 16세기에 이르러 조선의 사대부들이 남송의 사대부들처럼 집안에 소장되어 있던 고려 및 그 이전 시기와 관련한 서적들을 동원하여 족보를 작성하였으며, 이 과정에서 어느 정도 고증에 근거한 것부터 전혀 허구적인 것까지 다양하게 나타났다. 대동보로서 체계가 잡힌 족보는 조선문종 원년1451년 세종조에 영의정을 지낸 하연 (1376년) 선생이 발간한 진양하씨 최초 족보인 《경태보》(敬泰譜)가 발간되었으나 현재는 서문만 전해지고 있으며, 이후 조선 명종 7년(1476년)에 안동 권씨가 발간한 《성화보》(成化譜)이고, 오늘날과 같이 혈족 전부를 망라한 족보는 조선 성종 20년(1565년)에 문화 유씨가 발간한 《가정보》(嘉靖譜)이나, 현재 전하지 않는다.
조선의 양반 대부분은 고려의 향리층으로, 과거 시험 등을 통해 향리직을 벗어나 중앙 조정에 관료로서 출사하여 양반이 된 자들이었다. 이를 탈향적이라고 한다. 그러나 집안 전체가 향리에서 벗어난 것이 아니었기에 족보 작성이 시작된 초, 중기까지는 지방의 향리 신분이 동등하게 한 족보에 실리기도 했지만, 후기에 이르면 향리와 양반의 신분 격차가 벌어져 양반의 족보에서 향리들의 계보가 사라지게 되었다.
초창기 족보 작성의 근거가 된 문헌들로는 고려의 《명위보》와 조선 초의 양성지가 지은 《해동성씨록》과 작자 미상의 《백가보략》 등이 있었다. 족보 작성이 활발하게 이루어졌던 만큼 족보를 연구하는 보학자들의 이름도 등장하였는데, 17세기 중엽에 활약한 《동국제성보》(2권)의 저자 정시술과 후반에 활약한 《성원총록》의 저자 임경창, 17세기 후반에서 18세기 초에 활동했던 실학자로서도 유명한 이덕무도 《벌열통고》(4권)의 저자로서 보학자의 한 사람으로 꼽힌다. 양반 가문들이 모여 합동으로 제작한 종합보는 《진신보》(2권 2책, 필사본) 또는 진신세보라고도 불리는 서적이 현존하고 있으며, 각 성씨의 유명 인물을 정점으로 8세손, 혹은 10세손까지의 계보를 모아 만들었다. 문무반의 구별에 따라 《문보》(5권 5책)와 《무보》(2책, 삼반팔세보)가 있었고, 음서로 벼슬한 자들의 《음보》(2권 2책)와 《사마보》도 있었다. 양반 족보에서 떨어져 나온 향리파는 자신들만의 별도의 족보를 만들기도 하였는데, 동래의 호장(戶長)층이었던 동래 정씨들이 작성한 《호장보》와 함께 대표적인 것이 《연조귀감》이다. 하지만 대부분은 족보가 없는 상태를 유지하다가 19세기 또는 구한말에 대동보를 꾸미면서 다시 본 족보로 합치거나 향리로서의 이력을 뺀 별도의 독자적인 족보를 만들기도 하였다.
단순히 생물학적 혈연만을 기록한 족보 외에도 정치적 · 사회적인 관계, 특히 붕당정치가 행해지던 조선 후기의 경우 집안의 당파 내력을 계통화하여 기록한 당적보(黨籍譜)가 존재했으며, 집안의 위세를 내세우기 위해 집안별로 배출한 당대 명사와 현인들의 계보를 중심으로 간추린 명현세보(名賢世譜)와 성현세보(聖賢世譜)가 제작되기도 했다. 일정 지역의 유력 성씨들의 계보를 모아 놓은 향보(鄕譜)도 있는데 해당 지역의 폐쇄성과 더불어 지역 향권의 성격을 파악할 수 있는 자료로 꼽히고 있다.
대부분 잡과로서 등용되어 역관이나 기술직을 맡았던 조선의 중인들은 세습직이 아님에도 사실상 직책을 대대로 세습하였다. 19세기 후반에 역관 이창현은 대표적인 중인 집안의 족보를 종합하여 《성원록(姓源錄)》(10책)을 편찬하였고, 도화서에 속한 화원들의 계보를 기록한 오세창의 《화사양가보략》과 《필원화가보》(24장)도 있는데, 《필원화가보》의 경우는 족보라기보다 화원의 계보에 가깝다. 충주 지씨의 분파로 천문지리의 대가를 배출한 어느 집안의 경우, 지광한(池光翰, 1695년~1756년)이 영조 26년(1750년)에 간행한 《지씨홍사》가 있는데, 지나친 역사 소급으로 자료의 신빙성이 떨어진다는 지적도 있다. 주요 중인 집안의 계보를 모은 《팔세보》라는 족보도 있다.
이색적으로 환관의 집안에서 족보를 제작한 경우도 있었는데, 이를 《내시보》라 하였다. 일제 시대에 작성된 《양세계보(養世系譜)》(1920년)와 《연양군세계》가 남아 있으며, 필사본이다. 이 경우 환관이라는 직업적 특성상 양자를 통해 내시직을 세습하여 세계를 내려오면서 양자의 성도 그대로 유지하고 본관도 적어서 계출을 밝힌 점이 특징이다. 양반이나 중인이 아닌 신분으로 계보를 남긴 사회층은 노비였다. 노비가 만든 것이 아니라 노비를 관리하는 자들이 만든 것으로, 전라남도 장성군의 필암서원 소장 문서 가운데 《노비보》가 남아있다. 18세기경 필암서원에 소속된 노비들의 인적 사항을 적은 계보는 모계로 이어지는 성격을 가지고 있는데, 조선의 신분 관련 법률에서 종모법(從母法)을 택했던 사정에 기인한 것이다.

## 간행 과정

### 종중 회의
족보 발간은 종중회의에서 종중원의 의결을 걸쳐 정했는데, 대체로 10월의 시제에 가장 많은 종중원이 모이기 때문에 시제를 마치고 회의가 이루어졌다. 대개 한 세대, 약 30년 간격으로 간행되었지만 종중내 문제 또는 시국 여건 등이 반영되어 늦어지거나 건너뛰는 경우도 있었다. 《성주 이씨 족보》의 경우 1차 간행이 1613년에 이루어졌고, 2차 간행은 74년만인 1687년에 간행되었으며, 3차 간행은 64년이 지난 1751년, 4차 간행이 46년만인 1797년에 이루어졌는데, 시대가 내려올수록 간행 간격이 짧아지는 것은 공통된 현상이었다.

### 수단
족보에 이름을 올리기 위해서는 족보 작성의 주체와 동종임을 증명할 수 있는 문서 자료와 호구단자 등이 필요하다. 족보 작성은 후손들로부터 이러한 단자를 받는 것을 통해 이루어지는데, 1934년에 간행된 《경주김씨족보》의 범례에는 "동종의 사람 가운데 중간에 연락이 끊어진 부전세자나 혹 잔미해져 일어나기 힘든 불능진자, 족보를 만들 때 단자를 가져오지 않은 집안 등은 개수할 때 단자를 가져오게 할 것이며, 가져온 단자가 명백한 근거가 없을 시는 원보에 싣지 않는다. 그러므로 구보에 누락된 집안은 집에서 보관하고 있는 문적과 장적 등을 근거로 파계를 명백히 한 후에 족보에 올려야 한다."고 하고 있다. 이렇게 수합된 단자는 각 지파별로 지정된 유사들이 족보에 등재될 이름이나 행적 등의 내용을 파악하여 정리하는 과정을 거쳤는데, 이를 수단(收單)이라고 했으며 이전 족보 작성 때 단자를 제출하지 않은 데다 증거 자료를 잃어버린 경우 족보에 오를 수 없게 된다.

### 서문
대부분의 족보에는 첫머리에 서문(序文)이 실려 있는데, 이 서문은 친우나 외손, 후손 등이 맡았던 것이 후기에 들어서는 외손이 쓰는 경우가 상대적으로 줄어들었다. 당대의 이름난 명현이 적은 것이 대부분으로, 발문처럼 단골로 언급되는 기사들이 있는데,
1. 송나라의 학자 구양수처럼 족보 만드는 일을 정중히 한다.
2. 소순처럼 사사롭지 않게 숨김없이 공적으로 일한다.
3. 범중엄처럼 일을 근면하게 한다.

등이었다. 서문 다음에는 기 또는 지, 그리고 묘소의 위치를 그린 선영도라는 도면이 첨부된다. 묘소와 묘가 있는 산, 그 선대의 묘의 위치를 그린 그림과 그것에 덧붙인 기문을 통해 선조의 행장과 묘의 위치, 규모 등을 알 수 있다. 선영도에는 묘 주변의 산천과 산의 모양, 묘가 앉은 방향을 모두 적는데, 혹시라도 묘를 잃어버릴 지도 모르는 상황에 대비해 오래도록 참고하기 위한 것이었다. 다음으로 세계도와 범례, 그리고 간혹 족보 제작자와 주체가 들어갔다.

### 계보
족보는 세로로 내용을 배치하는 종보보다는 가로로 구성하는 횡보가 일반적이었다. 열람에 편리하고 선대를 윗칸에 배치하기 때문에 세대 구분도 명확하다는 장점이 있었지만, 횡보에 비해 비어 있는 공간이 적어 밀도 있는 편집이 가능하고 이에 따라 면수를 줄여 제작비를 절감할 수 있다는 종보의 장점을 감안해 《광산 이씨 가승》의 경우 종보로 제작되기도 했다.
목차라고도 할 수 있는 범례에서 간행 여건이나 조건, 족보 내용의 근거와 범위 및 기재 순서에 대한 규칙을 확인할 수 있는데, 횡간, 즉 칸수와 맨 밑같에서 장을 뛰어넘어 다음 윗칸으로 잇는 방식, 즉 중복 표기 여부 등까지 세밀하게 언급하였다. 대부분 여섯 층으로 만들어 한 면에 5대가 들어가게 만들었으며, 초기 족보가 남녀를 구별하지 않고 나이 순서로 이름을 기재했던 것과는 달리 후기 족보는 성별을 기준으로 부계 본종을 강조하여 남자를 먼저 적고 여자를 다음으로 적었으며, 여자쪽 이성 자손 즉 외조카 등의 기재 범위도 줄어들었다.

## 보는 방법
보첩의 이름은 주로 OO보라 하여 족보 간행 연도를 나타낸다. 이때 간행 연도는 중국이나 한국의 연호가 나오거나 간지를 쓰기도 한다.
보첩의 서문은 머릿말로 가문과 조상에 대해 간략히 적어 보첩 간행이 왜 중요한지를 밝히게 된다.
본문에는 시조와 비조로부터 비롯하여 1간을 같은 대로 삼는다. 항목마다 이름자, 생몰 연도가 표시된다. 이때 20세 이전에 사망하면 요절이란 뜻으로 조요(早夭) 라 적고, 70세가 되기 전에 사망하면 향년(享年), 70세를 넘기고 사망하면 수(壽)라 하고 방서란(傍書欄; 본문 옆 난)에 기록한다. 시호와 관직을 기록하며, 비필(妃匹)이라 하여 배우자를 표시하는데, 배우자의 본관과 그 아버지의 이름자와 관직을 기록한다. 나아가 묘소(墓所)를 기록하는데, 소재지와 방위, 석물 등과 합장 여부 등도 나타냄이 보통이다. 간혹 양자가 들어오거나 들어간 일을 기록하며, 서얼의 입적을 적기도 한다.

### 보첩의 형태
보첩은 전통적인 보첩이나 오늘날의 보첩이나 하나같이 형태가 일치하지 않아 정설이 없다. 다만 널리 퍼진 전통적인 형태로서 종보(縱譜)와 횡간보(橫間譜)가 있다.
횡간보는 5대를 1첩(疊)으로 하는 방법이 일반적이며, 지면은 주로 6칸식으로 꾸민다. 그러나 이러한 방식은 오늘날 인구가 늘어남에 따라 불편하다는 지적이 있다. 요즘에는 일고여덟 칸으로 꾸미는 방식도 있다.

### 용어
보첩을 볼 때 중요하거나 자주 나오거나 알려진 용어는 다음과 같다. 족보 상에서 아래의 용어가 모두 표시되어 있지 않다.
시조·비조·중시조·도시조
시조(始祖)는 맨 처음 조상이며, 비조(鼻祖)는 시조 이전의 조상 가운데 가장 높은 사람을 가리킨다. 중시조(中始祖)는 시조 이하에서 쇠퇴한 가문을 다시 일으킨 조상으로 중흥조(中興祖)라 부르기도 한다. 중시조는 종중의 공론에 따라 정하여 추존한다.
도시조(都始祖)는 어느 성씨의 최고 조상인데, 해당 본관의 시조는 아닌 경우를 가리키며, 이 경우 각각의 본관을 통합하는 대종가가 없게 된다. 광주 노씨와 교하 노씨는 모두 노수(盧穗)를 도시조로 삼고 있지만, 시조는 노수의 아들인 노해(盧垓)와 노오(盧塢)이다.
득성조
득성조(得性祖)는 족보에 나타나는 성씨를 획득한 조상을 가리킨다. 본가의 경우에는 시조가 득성조이나, 분가의 경우에는 비조가 득성조로 되기도 하며, 따로 득성조가 있기도 하다. 득성조가 성씨를 얻는 과정에서 성씨가 바뀌기도 한다.
선계와 세계
선계(先系)는 시조 또는 중시조 이전의 조상을 일컬으며, 세계(世系)는 대대로 이어가는 계통을 말한다.
세와 대
세(世)는 조상을 1세로 하여 아래로 내려가며 세는 단위이며, 대(代)는 후손으로부터 위로 올라가며 세는 단위이다. 세(世)는 조상으로부터 후손까지이며, 대(代)는 후손의 아버지로부터 조상까지이다. 정확히 말하자면, 대는 나와 아버지의 “사이”가 1대이며, 아버지와 할아버지의 “사이”가 1대이고, 그와 같이 특정 조상에게까지 세어가는 수를 가리킨다. 현조할아버지는 나로부터 5대조이며, 나는 현조할아버지로부터 6세손이 된다. 이때 ‘6세손’을 ‘5대손’으로 쓰기도 한다.
명자
명자(名字), 곧 이름자는 족보에 오른 이름을 가리키며, 보통 관례를 치르고 받는 관명(冠名)을 적게 된다. 관례 이전에 쓰던 이름은 아명(兒名)이라 한다. 또한 관례 때 주례자(主禮者)가 자(字)를 지어 주기도 한다. 또한 항렬자에 따라 보첩에 오르는 항명(行名)과 별호를 적게 된다.
항렬과 항렬자
항렬(行列)이란 같은 혈족 사이에서 세계(世系)의 위치를 분명히 하려는 문중율법이며, 항렬자(行列字)는 이름자 가운데 한 글자를 공통적으로 사용하여 같은 혈족·같은 세대임을 나타내는 것으로 돌림자라고도 부른다.
때로는 항렬자의 배합법을 항렬이라 부르기도 하며, 주로 다음과 같은 방법이 쓰인다.
- 십간의 순서로 쓴다.
- 십이지의 순서로 쓴다.
- 숫자를 포함한다. 이때 글자의 일부에 숫자가 들어가는 경우도 있다.
- 오행상생법에 따라 쓴다. 이때 글자의 일부에 오행을 뜻하는 부수가 들어가는 경우도 있다.

항렬은 장손 계통일수록 낮고 지손 계통일수록 높아서, 자기보다 나이가 적어도 할아버지뻘이 되는 경우도 있어 존댓말을 쓰는 경우도 있다.
사손과 봉사손
사손(嗣孫)은 한 집안의 종사(宗嗣), 곧 계대(系代)를 잇는 자손이며, 봉사손(奉祀孫)은 조상의 제사를 받드는 자손이다.
후사와 양자
후사(後嗣)는 뒤를 잇는 자손, 곧 계대를 잇는 자손을 일컬으며, 양자(養子)는 계대를 잇기 위해 들이는 조카뻘 되는 사람이다. 이는 서양의 가계도와 족보(및 한국의 후사 전통)의 가장 큰 차이인데, 서양의 가계도에서는 굳이 조카뻘 되는 사람이 아니라도 양자와 후사가 가능하다.
후사가 없을 때에는 “무후”(无后), 양자로 들어갔을 때에는 “출계”(出系) 또는 “출후”(出后), 양자로 들어왔을 때에는 “계자”(系子), 서얼이 적자로 들어오는 때에는 “승적”(承嫡), 그리고 후사가 확실하지 않아 확인할 수 없을 때에는 “후부전”(后不傳) 등으로 사유를 적었다. 계자의 경우 보첩의 입적가 이름자 위에, 출계의 경우 보첩의 생가 이름자 밑에 작은 글씨로 그 사유를 적었다.
서출
서출(庶出)이란 첩(妾)의 소생을 말하며 서자(庶子) 또는 그 자손들을 가리켜 서얼(庶蘖)이라고 하여 조선시대(朝鮮時代) 측출(側出)이라고도 한다. 또한 그 자손에게는 일정한 사회적 제한이 있어서 과거(科擧)에도 문과(文科)의 응시가 금지되었고, 무과(武科)나 잡과(雜科: 역과 . 의과. 율과)에 한하여 응시할 수 있었다.
종가
종가(宗家)는 한 가문에서 맏이로만 이어 온 큰집이다.
대종가
대종가(大宗家)는 집안의 최고 종가를 일컫는다. 작은집이 분가하여 종가를 이룰 때 작은집의 종가에서 원래 가문을 이르는 말이다. 대종가의 계통을 대종(大宗)이라고 한다.
소종가
소종가(小宗家)는 종가에서 갈라져 나온 방계를 이른다. 소종가는 스스로를 종가라 하며, 원래 가문을 대종가를 부른다.

## 논란
족보는 과거에는 지배층의 특권을 보증해주는 문서로서 기능했으며, 오늘날에는 다만 사회적인 연척관계를 확인하는 수단으로서만 쓰이고 있다.

### 사료적 가치
학술적인 측면에서는 조상에 대한 지나친 미화와 윤문, 연대상의 착오 및 지나친 소급으로 인하여 역사적 자료로서는 취신하기 어렵다는 것이 중론이지만, 공식 역사서에 실려 있지 않은 사실이 족보를 통해 공개되거나 확인되는 경우도 있기에 철저한 검증과 신중함을 기하면 사료로서의 활용도 어느 정도 가능하다는 주장도 있으며, 전근대사학의 경우 족보를 사료 보충의 한 자료로써 활용한 사례가 있다. 《삼국유사》(13세기)의 경우 《이제가기》라는 족보 기록을 인용하여 후백제 견훤의 가계를 기록한 사례가 보이며, 안정복이 《동사강목》의 참고 자료로 삼은 문헌 가운데에도 족보가 포함되어 있는 것을 확인할 수 있다. 유득공은 《발해고》를 지으면서 대조영의 후손으로 고려 중기의 인물인 대금취(태금취)의 후손 영순 태씨의 족보를 활용했다.
일제 시대의 사학자 단재 신채호는 자신의 논문에서 《돈씨족보》를 인용해 을지문덕의 을지(乙支)가 관직명임을 주장하였고, 고구려 문자명왕 때의 사신 예실불이 남양 예씨의 조상이라며 《남양예씨족보》를 인용하여 주장하였다. 이기백은 신라 말기의 사병 제도를 연구한 〈신라사병고〉(1974)를 발표하면서 신라 말에서 고려 초기에 이르는 호족들의 실태에 대한 설명으로 《연조귀감》에 인용된 《흥양이씨보》서문에서 "신라 말에 귀족의 후예들이 다투어 호무를 써서 주와 현에서 제패하였다."고 한 기록은 신라 말기의 세력가들이 군사력을 거느리고 있었다는 것을 보여주는 기록으로, 당시의 실정을 너무도 잘 반영하고 있다고 평가하였고, 자신의 논문에도 그대로 인용하였다. 《한국사 시민강좌》에 기고한 〈족보와 현대사회〉라는 글에서 이기백은 자신의 〈상대등고(上大等考)〉를 읽고 종친회보에 알천에 관한 글을 써달라는 의뢰를 하기 위해 진주 소씨 종친회에서 찾아온 노인이 있었는데, 알천은 김씨이지 소씨일 수 없다고 생각하고 당시 다른 이유를 들어 거절했지만, 나중에야 신라 말기 김해의 호족이었던 김율희를 소율희라고도 부른다는 것을 알게 되었고, 소와 김이 똑같이 한국어로는 쇠로 발음되는 것에서 통용될 수 있는 글자라는 것과 동시에, 김주원의 사례처럼 태종 무열왕에게 왕위를 사양한 알천이 진주로 내려가 진주 소씨의 시조가 되었다는 진주 소씨 족보의 전승에 신빙성이 있음을 믿게 되었다고 한다.

### 신빙성
족보는 한 성씨의 역사 기록이고 가계의 연속성을 나타내는 것이기 때문에 기본적으로는 사문서이지만 공문서의 성격도 지닌다. 그러나, 과거의 조상을 미화시킨다든지, 없는 조상을 일부러 만들어 넣는 등 위보(僞譜)를 만드는 일도 있어 그 폐해도 없지 않다. 더욱이 전통 사회에서 부역을 면하기 위하여 다른 집안의 족보에 이름을 얹는 부보(附譜)가 있었듯이 오늘날에도 이러한 일이 없지 않을 것이다.
노비 출신 수봉이 김해김씨가 되고 그 후손들이 김해김씨로 활동하다가 일부는 안동김씨로 간 사례, 그밖에 투탁, 두택이 등의 단어의 기원 등의 사례도 존재한다. 이러한 위보, 부보 등의 행위는 그 이전에 간행된 해당 문중의 족보, 다른 성씨(처가)의 족보, 기타 문집 및 비석의 내용, 실록 또는 승정원일기 등의 수록 기록과 교차 비교하면 대부분 검증이 가능하다. 특히 조선시대에는 보학이라고 하여 가문 관계에 대해 연구하는 사람들도 많았기 때문에 족보 위조만으로 실질적인 양반 사회에 편입되는 것은 불가능에 가까웠다.

### 투탁, 두택이
한자어 투탁에서 나온 것으로, 원래 그 집안 사람이 아닌 사람이 족보에 편입된 것이다. 집단으로 들어왔을 경우 별보 형식으로 수록하다가, 몇세대 지난 뒤에 다른 파인 것처럼 그 집안의 족보로 완전히 편입되는 것이다.
돈을 모은 개인이 가난하거나 몰락 양반에게서 족보를 사는 것 외에도, 집단으로 족보에 편입되는 것인데, 이 경우 일정 액수의 쌀과 돈을 지불하거나 혹은 문중의 선산을 대신 관리하는 등 다양한 조건이 있다.

## 같이 보기
- 친족
- 계촌법